# Понгіто мінливобарвний
Понгіто мінливобарвний (Grallaricula flavirostris) — вид горобцеподібних птахів родини Grallariidae.

## Поширення
Мешкає в підліску вологих гірських лісів у Болівії, Колумбії, Коста-Риці, Еквадорі, Панамі та Перу, переважно в Андах, на висоті від 800 до 2200 метрів над рівнем моря.

## Підвиди
- Grallaricula flavirostris boliviana Chapman, 1919 — південний схід Перу та північ Болівії;
- Grallaricula flavirostris brevis Nelson, 1912 — схід Панами;
- Grallaricula flavirostris costaricensis Lawrence, 1866 — Коста-Рика та західна Панама;
- Grallaricula flavirostris flavirostris (Sclater, 1858) — схід Колумбії та східн Еквадору;
- Grallaricula flavirostris mindoensis Chapman, 1925 — північний Еквадор;
- Grallaricula flavirostris ochraceiventris Chapman, 1922 — Західні Анди Колумбії;
- Grallaricula flavirostris similis Carriker, 1933 — північ і центр Перу;
- Grallaricula flavirostris zarumae Chapman, 1922 — південно-західний Еквадор.